# Elisa Balsamo
Elisa Balsamo, född 27 februari 1998 i Cuneo, är en italiensk professionell landsvägscyklist.

## Karriär
Balsamo har cyklat professionellt sedan 2017. Bland hennes meriter kan nämnas guld på linjeloppet vid världsmästerskapen i landsvägscykling 2021. Hon har även vunnit Trofeo Alfredo Binda 2022 och 2024.